# Jean Berhouzouq
Jean Berhouzouq foi um ginasta francês. Ele competiu no evento individual masculino nos Jogos Olímpicos de Verão de 1900, terminando na 14ª posição.